# رضا أباد (نظر أباد)
رضا أباد هي قرية في مقاطعة نظر أباد، إيران. يقدر عدد سكانها بـ 38 نسمة بحسب إحصاء 2016.